# Rcc/music
rcc/music（アールシーシー スラッシュ ミュージック）は、中国放送が製作するラジオ番組で平日の深夜0時台に放送されていた5つの音楽番組の放送枠の名前。

## 概要
2000年4月よりrcc/musicという名前がつけられたが、実際には使用されたのはメールの宛先（5番組共通でmusic@rcc.net）くらいであった。
かつてはrcc/musicの全ての番組で、放送が始まる前に専用のジングルが流れていたが、最終的に「イズミカワソラのドレミファそらジオ」と「Bivattcheeの今夜はトップ☆ギアー」のみ流れるようになったのち、2006年秋に流れなくなった。
2007年3月でこの枠は終了し、現在はレコメン!（文化放送制作、24:00 - 25:00）が放送されている。
いくつかの番組はrcc/music枠終了後も時間帯を変えて放送が続行されたが、その後放送終了となり2008年12月をもって全ての番組の放送が終了した。

## 放送時間の変遷
- 2000年4月 - 2002年3月：（月） - （金） 24:30 - 25:00
- 2002年4月 - 2004年7月：（月） - （木）[注 2] 24:30 - 25:00
- 2004年8月 - 2007年3月：（月） - （金）[注 3] 24:00 - 24:30

## 放送された番組
| 放送期間               | 月                                 | 火                                                                  | 水                              | 木                              | 金                          |
| ---------------------- | ---------------------------------- | ------------------------------------------------------------------- | ------------------------------- | ------------------------------- | --------------------------- |
| 2000年4月 - 9月        | イズミカワソラのドレミファそらジオ | デジタルサウンドマーケット でじ・さ・ま Q-chan <ドクターQ、カエリン | 染谷俊のピアノレッスン          | スナッパーズの夜間大学校        | みのばん <兼永みのり>       |
| 2000年10月 - 2001年3月 | イズミカワソラのドレミファそらジオ | イコールシータ <神酒大亮>                                           | 染谷俊のピアノレッスン          | スナッパーズの夜間大学校        | みのばん <兼永みのり>       |
| 2001年4月 - 2002年3月  | イズミカワソラのドレミファそらジオ | イコールシータ <神酒大亮>                                           | Bivattcheeの今夜はトップ☆ギアー | スナッパーズの夜間大学校        | COOL Syndicate <桑原しおり> |
| 2002年4月 - 2003年3月  | イズミカワソラのドレミファそらジオ | Bivattcheeの今夜はトップ☆ギアー                                     | スナッパーズの夜間大学校        | COOL Syndicate <桑原しおり>     | ※放送枠なし                 |
| 2003年4月 - 2004年7月  | イズミカワソラのドレミファそらジオ | Bivattcheeの今夜はトップ☆ギアー                                     | 保田隆のHeart Beatラジオ        | COOL Syndicate <桑原しおり>     | ※放送枠なし                 |
| 2004年8月 - 2005年3月  | イズミカワソラのドレミファそらジオ | Bivattcheeの今夜はトップ☆ギアー                                     | 保田隆のHeart Beatラジオ        | COOL Syndicate <桑原しおり>     | 東真紀のアズマキRadio       |
| 2005年4月 - 2007年3月  | イズミカワソラのドレミファそらジオ | Bivattcheeの今夜はトップ☆ギアー                                     | 保田隆のHeart Beatラジオ        | THE CRANE FLYのガガンボレディオ | 東真紀のアズマキRadio       |